# Ethniu

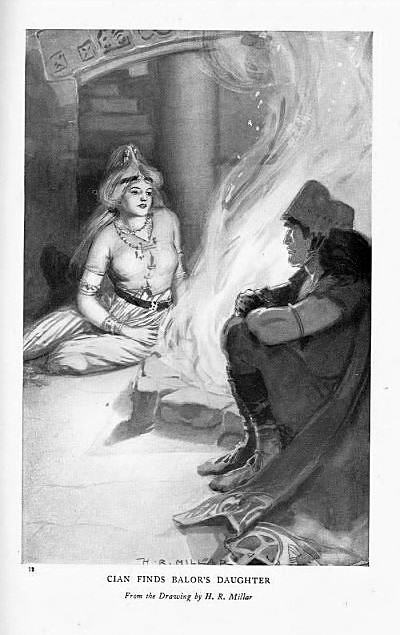
"Cian encuentra a la hija de Balor", dibujo de H.R. Millar, c.1905.

Ethniu, o Eithne o también Ethliu, Ethlinn, (y una gran variedad de otros deletreos - vea abajo),
es la hija del Líder Fomoriano Balor, y la madre de Lugh.

## Historia
Su unión con Cian de los Tuatha Dé Danann, se presenta en textos tempranos como una unión dinástica simple, pero el folclore posterior preserva un cuento más evolucionado, similar al nacimiento de Perseo en la mitología griega. Una leyenda registrada por John O'Donovan en 1835 dice cómo Balor, en un intento por evitar una profecía druida que afirmaba que su propio nieto lo mataría, encarcela a Ethniu en una torre en la isla de Tory lejos de todo contacto con los hombres. Pero un hombre llamado Mac Cinnfhaelaidh, cuya vaca mágica Balor había robado, accede a la torre de Ethniu, con la ayuda mágica de la “leanan sídhe” Birog y la seduce. Ethniu da a luz a trillizos, pero Balor los pone en una sabana y manda un mensajero a ahogarlos en un torbellino. 
El mensajero ahoga dos de los bebés, pero se le cae involuntariamente uno en el puerto, de donde Birog lo rescata. Lleva al niño de vuelta a su padre, que lo da a su hermano, Goibniu (o Gavida) el forjador, para que lo cuide. El muchacho crece hasta que es capaz de matar a Balor.
Comparando con textos como Cath Maige Tuired y el Lebor Gabála Érenn, el muchacho nombrado es evidentemente Lugh, y su padre, Mac Cinnfhaelaidh, es un sustituto de Cian.

## Otras tradiciones
En algunas tradiciones es la hija de Delbaeth, la madre de Dagda y de Ogma, y la esposa de Nuada. En una variante del nacimiento de Aengus, es la esposa de Elcmar y es seducida por Dagda: como tal puede ser un doble de Boann, que desempeña ese papel en la versión más conocida de la historia.
Aunque en la mayoría de los textos sea una figura femenina, hay alguno en el cual Ethniu es un nombre masculino. En el texto antiguo Baile in Scáil ("The Phantom's Ecstatic Vision") de Lugh se dice que es el hijo de Ethliu, que es hijo de Tigernmas, o el hijo de Ethniu, que es hijo de Smretha, que es hijo de Tigernmas. James Bonwick identifican Tigernmas, el rey que introdujo junto con Balor la adoración a Crom Cruach. R.A. Stewart Macalister también sugiere que Cethlenn sea originalmente una variante de Ethlenn que viene de la identificación frecuente de Lugh como Lugh Mac Ethlenn (así de “Mac Ethlenn” → “Mac Cethlenn”).

## Variantes del nombre
Ethniu es un buen ejemplo de la dificultad para conducir la investigación en la mitología irlandesa. La más antigua versión de su nombre es probablemente Ethliu o Ethniu, dando lugar al nombre irlandés moderno Eithne. Pero debido a los cambios en la lengua irlandesa, a la carencia del deletreo estandarizado durante muchos siglos, y a las tentativas de volver el nombre inglés, se han presentado variaciones. La ignorancia lingüística ha llevado las cosas más lejos: el genitivo, como en “mac Ethlenn” (el hijo de Ethliu), se ha tomado a menudo como un nominativo, o un nominativo equivocado ha sido inferido. Tales variaciones incluyen: Ethlinn, Ethnea, Eithliu, Ethlend, Ethnen, Ethlenn, Ethnenn, Ethne, Aithne, Enya, Aine, Ena, Etney, Eithnenn, Eithlenn, Eithna, Ethni, Edlend, Edlenn.